# World Heavyweight Championship
Die World Heavyweight Championship (zu deutsch Weltmeisterschaft im Schwergewicht) ist einer der wichtigsten Wrestling-Titel der US-amerikanischen Promotion World Wrestling Entertainment (WWE). Er ist neben der WWE Championship einer von zwei Weltmeistertiteln in der WWE und wird bei Raw verteidigt. Der aktuelle Titelträger in seiner zweiten Regentschaft ist Seth Rollins.
Nachdem Roman Reigns im April 2022 Undisputed Champion wurde, verteidigte er seinen Titel sowohl bei Raw als auch bei SmackDown. Durch die Bedingungen seines Vertrags wurde der Undisputed Titel jedoch selten verteidigt. In der Raw-Folge vom 24. April 2023 enthüllte Chief Content Officer Triple H eine neue World Heavyweight Championship, unabhängig von der ursprünglichen World Heavyweight Championship, mit einem Gürteldesign, das dem Big Gold Belt ähnelt. Er kündigte an, dass der neue Champion bei Night of Champions gekrönt werden würde. Der Titel wechselte exklusiv zu Raw, nachdem Reigns und die Undisputed WWE Universal Championship exklusiv zu SmackDown gedraftet wurden.

## Geschichte
In der Raw-Folge vom 24. April 2023, kündigte der Chief Content Officer von World Wrestling Entertainment (WWE) Triple H, den 2023 Draft an. Der Draft ist ein von der Promotion genutztes Verfahren, bei dem Wrestler exklusiv einer der beiden Hauptshows, Raw oder SmackDown, zugeteilt werden. Anschließend sprach er über Roman Reigns und den Undisputed WWE Universal Championship. Seit WrestleMania 38 hielt Reigns beide Welt-Schwergewichtstitel der Promotion, die WWE Championship und die WWE Universal Championship. Zusammen bildeten beide Titel die Undisputed WWE Universal Championship, die sowohl bei Raw als auch bei SmackDown verteidigt wurden. Aufgrund der Vertragsbedingungen verteidigte Reigns den Titel jedoch nur selten. Aus diesem Grund kündigte Triple H an, das Reigns und die Undisputed Championship im kommenden Draft exklusiv zu einer Show gedraftet werden. Anschließend stellte Triple H eine neue World Heavyweight Championship für die gegnerische Show vor. Es wurde auch bekannt gegeben, dass der erste Champion am 27. Mai 2023 bei der Night of Champions gekrönt wird. In der ersten Nacht des Drafts der SmackDown-Folge vom 28. April wurde Reigns zu SmackDown gedraftet, wodurch die World Heavyweight Championship anschließend exklusiv an Raw-Wrestler vergeben wurde.
Während der Backlash-Pressekonferenz am 5. Mai 2023 kündigte Triple H ein Turnier um den Titel an, an dem Wrestler beider Shows, mit einem Bracket für jede Show, teilnehmen würden. Die erste Runde und das Halbfinale für jede Runde waren für die Raw bzw. SmackDown Folgen am 8. und 12. Mai geplant. Die Matches der Erstrunde bestanden aus zwei Triple-Threat-Matchen für jede Show, bei denen die jeweiligen Sieger ins Halbfinale einzogen und am selben Abend in einem Einzel-Match sich gegenüberstanden. Die jeweiligen Sieger des Halbfinales zogen ins Finale und traten schließlich in einem Championship-Match bei Night of Champions gegeneinander an.
Die Teilnehmer des World Heavyweight Championship Tournament wurden am 7. Mai auf dem YouTube-Kanal der WWE bekannt gegeben. In der Raw-Folge vom 8. Mai besiegte Seth Rollins Shinsuke Nakamura und Damian Priest im ersten Triple-Threat-Match, während Finn Bálor im zweiten The Miz und Cody Rhodes besiegte. Anschließend besiegte Rollins Bálor im Halbfinale und gewann Raws Bracket. In der SmackDown-Folge vom 12. Mai besiegte AJ Styles Edge und Rey Mysterio im ersten Triple-Threat-Match, während Bobby Lashley Sheamus und Austin Theory im zweiten besiegte. Anschließend besiegte Styles Lashley im Halbfinale und gewann SmackDowns Bracket. Bei Night of Champions, im Finale des Turniers, konnte sich Rollins gegen Styles durchsetzen und wurde der erste Champion.

## Titeldesign
Der World Heavyweight Championship-Gürtel hat ein ähnliches Design wie der historische Big Gold Belt, der die ursprüngliche World Heavyweight Championship der WWE repräsentierte, weist jedoch einige bemerkenswerte Unterschiede auf. Das Gürteldesign ist auch eine Hommage an frühere Designs des ersten Welt-Schwergewichtstitels des Unternehmens, der WWE Championship. Wie der historische Big Gold Belt verfügt auch der Titel über drei große Goldplatten auf einem schwarzen Gürtel. Alle drei Platten sind mit traditionellen Filigranarbeit versehen, wobei jede Platte mit einem Seil umrandet ist, der die drei Seile eines Wrestling-Rings darstellt. Wie bei den meisten anderen Titeln der WWE verfügen die Seitenplatten über einen abnehmbaren runden Mittelteil, der anstelle eines Namensschildes, das auf dem ursprünglichen Big Gold Belt zu finden war, durch das Logo des amtierenden Champions ersetzt werden kann. Die standardmäßigen Seitenplatten tragen ein silbernes WWE-Logo über einem Globus.
In der Mitte der Mittelplatte befindet sich ein großer Globus, über dem das WWE-Logo prangt. Das WWE-Logo ist silbern und die leeren Stellen des Globus sind schwarz ausgefüllt. Der Globus selbst symbolisiert, dass der Titel weltweit verteidigt wird. Über dem Globus befindet sich ein Banner mit dem Text „WORLD“ in Silber und unter dem Globus ein Banner mit der Aufschrift „CHAMPION“, ebenfalls in Silber. Auf der Mittelplatte befinden sich außerdem drei Löwen, die das Wappen der Familie McMahon darstellen (bis April 2023 war die WWE im Besitz der McMahon-Familie). Auf jeder nach außen gerichteten gegenüberliegenden Seite des Globus befindet sich ein Löwe und unterhalb des Globus befindet sich ein Löwenkopf (das Wappen der McMahon-Familie war zuvor auf den Seitenplatten der WWE-Championship-Gürtel enthalten). Oben auf der Mittelplatte direkt über dem „WORLD“-Banner befindet sich eine Krone, eine Anspielung auf Bruno Sammartinos WWE-Championship-Gürtel während seiner langen Herrschaft (die Krone war auch Teil des Big Gold Belts). Direkt über der Krone befindet sich ein Adler, der eine Hommage an die verschiedenen WWE-Championship-Gürtel ist, die bis 2013 einen Adler enthielten, insbesondere das Winged-Eagle-Gürteldesign. Zur Feier des 60-jährigen Jubiläums der WWE, die im April 1963 gegründet wurde, sind auf den drei Platten insgesamt 60 Diamanten angebracht.

## Liste der Titelträger
| # | Titelträger   | Nr. | Tage | Datum          | Ort                         | Veranstaltung           | Anmerkung |
| - | ------------- | --- | ---- | -------------- | --------------------------- | ----------------------- | --- |
| 1 | Seth Rollins  | 1   | 316  | 27. Mai 2023   | Jeddah, Saudi-Arabien       | Night of Champions      | Der Titel wurde exklusiv für Raw eingeführt, nachdem die Undisputed WWE Championship exklusiv zu SmackDown wechselte. Rollins besiegte AJ Styles im Turnierfinale, um den neu eingeführten Titel zu gewinnen. |
| 2 | Drew McIntyre | 1   | <10  | 7. April 2024  | Philadelphia, Pennsylvania  | WrestleMania XL Night 2 | |
| 3 | Damian Priest | 1   | 119  | 7. April 2024  | Philadelphia, Pennsylvania  | WrestleMania XL Night 2 | Cashte seinen Money in the Bank Koffer gegen Drew McIntyre ein. |
| 4 | Gunther       | 1   | 258  | 3. August 2024 | Cleveland, Ohio             | SummerSlam              | |
| 5 | Jey Uso       | 1   | 51   | 19. April 2025 | Las Vegas, Nevada           | WrestleMania 41 Night 1 | |
| 6 | Gunther       | 2   | 54   | 9. Juni 2025   | Phoenix, Arizona            | Raw                     | Besiegte Jey Uso bei WWE Raw in einem Rückmatch von WrestleMania 41. |
| 7 | CM Punk       | 1   | <1   | 2. August 2025 | East Rutherford, New Jersey | Summerslam 2025 Night 1 | |
| 8 | Seth Rollins  | 2   | 14+  | 2. August 2025 | East Rutherford, New Jersey | Summerslam 2025 Night 1 | Cashte seinen Money in the Bank Koffer gegen CM Punk ein. |

## Regentschaften – absolut

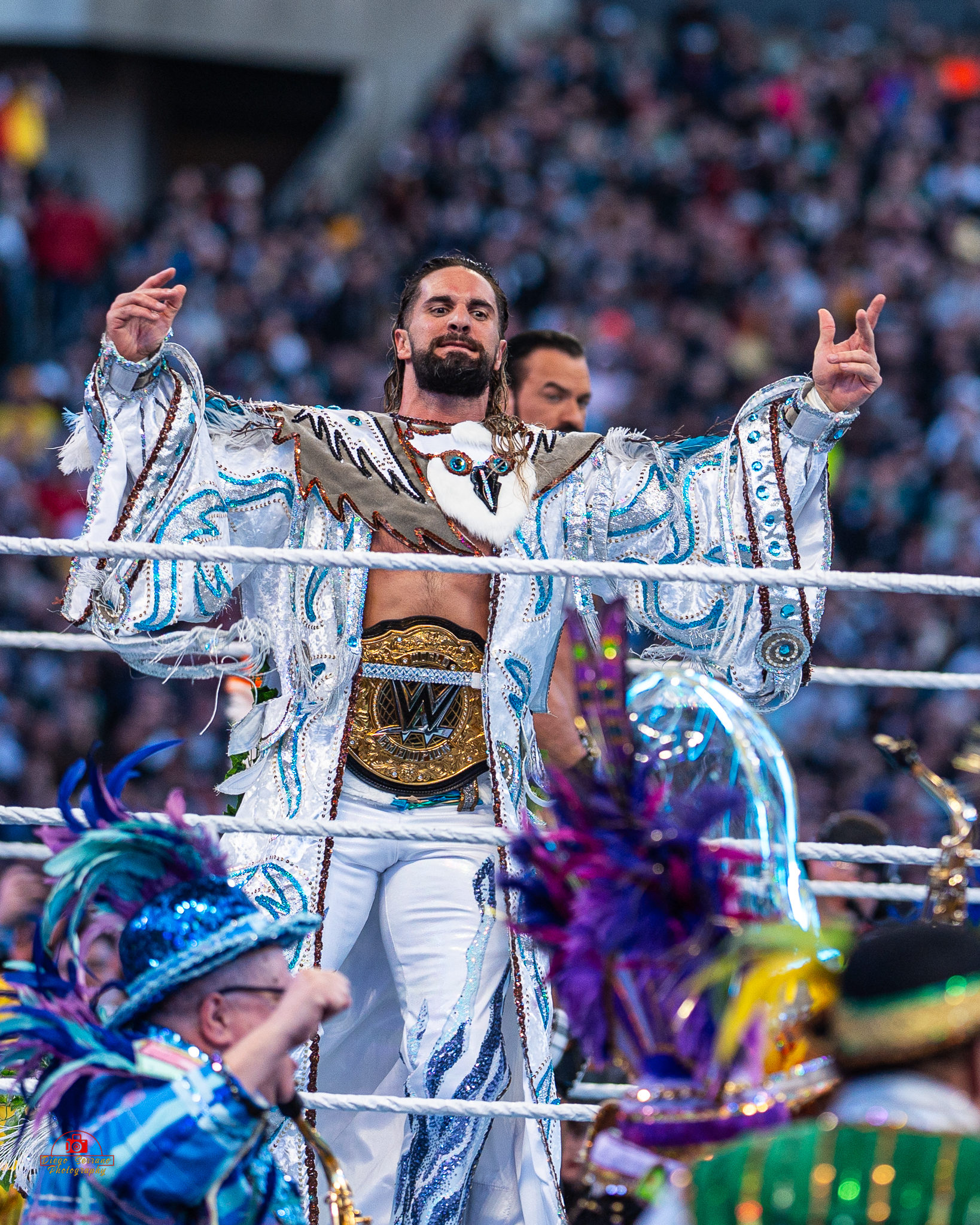
Seth Rollins hielt den Titel einmal für insgesamt 316 Tage

| # | Titelträger   | Nr. | Tage |
| - | ------------- | --- | ---- |
| 1 | Seth Rollins  | 2   | 330+ |
| 2 | Gunther       | 2   | 312  |
| 3 | Damian Priest | 1   | 119  |
| 4 | Jey Uso       | 1   | 51   |
| 5 | Drew McIntyre | 1   | <10  |
| 6 | CM Punk       | 1   | <10  |